# 壁宿增廿二
壁宿增廿二，即双鱼座52（52 Psc）是双鱼座的一个双星系统，视星等为+5.376，距离地球约261光年。